# Dominic Demeritte
Dominic Demeritte, född den 22 februari 1978 i Nassau, är en friidrottare från Bahamas som tävlar i kortdistanslöpning.
Demeritte deltog vid Olympiska sommarspelen 2000 men tog sig inte vidare från försöken på 200 meter. Hans första stora mästerskapsfinal var finalen vid Samväldesspelen 2002 där han slutade fyra med tiden 20,21. Vid VM-inomhus 2003 blev han bronsmedaljör på 200 meter med tiden 20,92. 
Vid VM-inomhus 2004 blev han världsmästare på 200 meter, denna gång med tiden 20,66. Han deltog även vid Olympiska sommarspelen 2004 men blev utslagen i kvartsfinalen på 200 meter. 

## Personliga rekord
- 100 meter - 10,26
- 200 meter - 20,21